# Capela de São Lourenço (Fajã da Ovelha)
A capela de São Lourenço, situada no mesmo sítio da Fajã da Ovelha (Madeira), é de construção antiga. Já nos primeiros anos do século XVI era sede de uma capelania, transformando-se depois em paróquia.
Esta ermida serviu de igreja paroquial até meados do século XVIII, altura da construção do novo e actual templo.
A capela terá pertencido à família de Afonso Jardim, os mais antigos colonizadores e proprietários da Lombada em que a mesma se encontra edificada.